# Teva Zaveroni
Teva Zaveroni, né le 10 octobre 1975 à Tahiti, est un footballeur international tahitien aussi international de beach soccer.
Teva Zaveroni est d'origine corse du côté de son père, Claude Zaveroni. Pendant plus d'une décennie, il porte le maillot de l'équipe de Tahiti en qualification pour la Coupe du monde de la FIFA. Il compte 15 sélections pour 1 but en équipe de Tahiti de football.

## Biographie
Il marque son seul but en équipe de Tahiti de football en demi-finale de la Coupe d'Océanie de football 2002 contre l'Australie. Mais les Socceroos égalisent et l'emportent en prolongation. C’était la première fois qu’une équipe des îles pacifiques réussie un match nul contre l’Australie dans le temps réglementaire.
En 2007, Zaveroni joue ses premiers matchs de beach soccer. 
Il termine meilleur buteur du championnat d'Océanie de beach soccer avec 11 buts. Dès les deux premiers jours, il a inscrit quatre buts face à la Nouvelle-Zélande et au Vanuatu, deux autres contre les Îles Salomon et un dernier lors de la défaite pour la troisième place. 
A l’époque, il ne joue que quelques matchs tous les deux ans, lors des championnats d'Océanie. Il augmente son temps de pratique du beach soccer dès que Reynald Temarii (président de la fédération tahitienne à l’époque) annonce que Tahiti accueillera le mondial 2013.
En 2010, grâce à la collaboration avec Angelo Schirinzi, Teva Zaveroni part en Suisse avec Heimanu Taiarui. Ils s'entraînent avec l’équipe nationale suisse et joue dans le championnat local.
En tant qu'entraîneur-joueur durant la Coupe du monde 2011, Teva Zaveroni conduit les Tiki Toa à leur première victoire dans la discipline.
Pour la Coupe du monde 2013 qui se déroule à Tahiti, Zaveroni laisse la gestion des Tiki-Toa au suisse Angelo Schirinzi pour se consacrer au terrain. L'équipe nationale décroche une inattendue 4e place pour sa deuxième participation au Mondial.

## Palmarès

### Football
Tahiti
- 3e de la Coupe d'Océanie en 2002
- Vainqueur de la Coupe de Polynésie en 1998 et 2000

 AS Pirae
- Finaliste de la Coupe des champions d'Océanie en 2006
- Champion de Polynésie française et 2001, 2003 et 2006
- Vainqueur de la Coupe de Polynésie française en 2000, 2002 et 2005

### beach soccer
Tahiti

- 4e de la Coupe du monde en 2013
- Champion d'Océanie en 2011
- Meilleur buteur du championnat d'Océanie en 2007

## Statistiques
Statistiques de Teva Zaveroni en équipe de Tahiti de football :
| Sélection | Année | Statistiques | Statistiques |
| Sélection | Année | Matchs       | Buts         |
| --------- | ----- | ------------ | ------------ |
| Tahiti A  |       |              |              |
| 2001      | 3     | 0            |              |
| 2002      | 4     | 1            |              |
| 2003      | 5     | 0            |              |
| 2004      | -     | -            |              |
| 2005      | -     | -            |              |
| 2006      | -     | -            |              |
| 2007      | -     | -            |              |
| 2008      | -     | -            |              |
| 2009      | -     | -            |              |
| 2010      | 3     | 0            |              |
| Total     | Total | 15           | 1            |